# Pyramica excisa
Pyramica excisa är en myrart som först beskrevs av Weber 1934.  Pyramica excisa ingår i släktet Pyramica och familjen myror. Inga underarter finns listade i Catalogue of Life.